# Johan Troch
Johan Troch (16 juni 1966) is een Belgische zanger-gitarist. Hij begon in 1983 in de postpunk band Last Journey. 
Ze waren sterk beïnvloed door de muziek en de geest van Joy Division en Cocteau Twins, die ook veel bands in Europa beïnvloedden tijdens de cold wave-scène begin jaren tachtig. Maar toch slaagden zij erin om hun eigen identiteit te creëren.
Last Journey had een vrij moeilijk bestaan, dus het resulteerde met slechts één single op een compilatiealbum, uitgebracht in 1985. Het waren support-acts voor verschillende new wave- en rockbands die in het midden van de jaren tachtig hot waren.
In '86 hield de band op met bestaan. Na twee sabbatsjaren begon Troch opnieuw liedjes te schrijven om verder als solo artiest verder te gaan.
Tot nu toe bracht hij twee song-albums uit op Bandcamp.com en een handvol singles.
En ook acht instrumentale albums, alleen in digitale vorm, met uitzondering van een limited edition-CD in digipack met zeventien nummers genaamd Apology Accepted, uitgegeven door het Nederlandse label IndiePlant en Adagio Productions in 2018. Johan Troch heeft zijn eigen digitale downloadlabel Adagio Productions.
Troch leverde ook enkele bijdragen aan balletdansers en dansgroepen met muziek voor hun video's.
In 2013 werkte hij samen met componist/producer Peter Every uit Coventry. Deze samenwerking resulteerde in één enkele release op Neophyte Recordings UK.
In datzelfde jaar droeg hij ook bij aan het dubbele album Haven van Pieter Nooten dat op het Britse label Rocket Girl Records is uitgebracht. 
Hij deed een video- en fototentoonstelling met de bekende Belgische fotograaf Filip Naudts (2015)
Troch verscheen op de dubbel-cd Klassik Lounge nightflight vol.8 (2016) van het Duitse label Lemongrassmusic.
Op zijn nieuwste instrumentale albums is er veel input van internationale artiesten zoals de Amerikanen Chris Neal, Jim Dooley, Mirza Begovic, Bill Vencil en Steve Dillard, de Oekraïner Mark Holmogortsev, de Brit Bjorn Chapman, de Rus Mikhail Medvedev en de Italiaan Ulisse Garnerone.